# Педагогічна майстерність
Педагогічна майстерність — здатність працівника освіти доносити знання у стислій, цікавій до сприйняття формі для здобувача освіти, використовуючи різноманітний набір навичок. Майстерність донести інформацію опирається на безліч ситуативних обставин — уміння володіти аудиторією, риторикою, мати поставлений голос, володіти навичками психології, емпатією, комунікативними навиками, доречною жестикуляцією, мати задовільний зовнішній вигляд, предметні знання, уміння мотивувати, наявність великого предметного досвіду для пояснення необхідності знань та ілюстрування цих знань у реальному житті. Майстерність передбачає коригування ситуативного підходу до навчання в залежності від початкового рівня знань, наповненості аудиторії, урахуванням часу заняття та виснаженості аудиторії. Педагогічна майстерність виробляється у працівника освіти тільки у стінах навчального закладу за умови постійного досвіду та за умови бажання до постійного самовдосконалення.
Педагоги, що володіють майстерністю викладання та педагогічною технікою та за наявної оптимальної годинної бази легко можуть вирішувати стратегічні задачі під час курсу викладання якоїсь дисципліни, легко мотивувати та заволікати здобувачів освіти до вчасного освоєння предмету та навіть до добровільного самостійного опрацювання предмету понад встановлену програму, на відміну від педагогів-початківців які можуть вирішувати лише початкові ситуативні задачі та контролювати знання елементарному рівні здобутих знань.
Педагогічна майстерність інколи може проявлятися інтуїтивно без самоусвідомлення — як наслідок ситуативного перетину особистісних якостей педагога та його ситуативної мотивації до роботи, у такому разі така майстерність може зникати внаслідок емоційного вигорання та виснаження. Педагогічні працівники які мають професійну самосвідомість та розвинену рефлексію своєї діяльності загалом менше підпадають під ситуативну деформацію своїх професійних навичок і зберігають якийсь час здатність бути відмінним педагогом попри негаразди. Вживання слова «майстерність» самому контексті терміну вже передбачає маловивченість явища через взаємовплив численних складових та ситуативності явища.